# Между простынями
«Между простынями» (англ. Between the Sheets) — алкогольный коктейль на основе светлого рома, коньяка, трипл-сека и лимонного сока. Классифицируется как коктейль на весь день (англ. All day cocktail). Входит в число официальных коктейлей Международной ассоциации барменов (IBA), категория «Незабываемые» (англ. Unforgettables).

## История
Считается, что коктейль был создан в 1930-е годы Харри Макэлхоуном (англ. Harry MacElhone) в парижском баре Harry’s New York Bar и является производным от коктейля «Сайдкар». По другим версиям, коктейль придумали в 1921 году в лондонском отеле The Berkeley либо в парижском публичном доме, где его употребляли в качестве аперитива проститутки.

## Состав
Коктейль сходен по рецепту с коктейлем «Сайдкар», отличаясь от него количеством коньяка и добавкой белого рома. Другим названием коктейля является «Молитва девы» (англ. Maiden’s Prayer), оно также используется в случае замены коньяка и рома на джин, а лимонного сока на апельсиновый.
Для приготовления коктейля по официальному рецепту Международной ассоциации барменов требуется:
- 30 мл белый ром,
- 30 мл коньяк,
- 30 мл трипл-сек,
- 20 мл свежевыжатый лимонный сок.

Ингредиенты смешиваются в шейкере со льдом и наливаются в охлаждённый коктейльный бокал.